# Expedição 12
Expedição 12 foi a 12ª expedição à Estação Espacial Internacional, realizada entre outubro de 2005 e abril de 2006. Iniciou-se com o lançamento do Cosmódromo de Baikonur da nave russa Soyuz TMA-7, que além dos tripulantes Valery Tokarev e William McArthur também transportou o empreendedor norte-americano Gregory Olsen, na condição de terceiro turista espacial.
A tripulação pousou no Cazaquistão em 8 de abril de 2006, encerrando a missão, trazendo de volta o primeiro astronauta brasileiro, Marcos Pontes, que havia decolado junto com a tripulação da Soyuz TMA-8 para a realização da Expedição posterior.

## Tripulação
| Posição           | Tripulante       |                  |
| ----------------- | ---------------- | ---------------- |
| Comandante        | William McArthur | William McArthur |
| Engenheiro de voo | Valery Tokarev   | Valery Tokarev   |

## Missão
Foram realizadas reparações de montagem da estação, manutenção e pesquisas científicas em ambiente de microgravidade.  Duas caminhadas espaciais foram realizadas, num total de onze horas, onde instalaram equipamentos no exterior da ISS e soltaram no vácuo um traje espacial russo Orlan equipado com rádio para transmissões a estudantes localizados em diversos países do mundo.  Para esses trabalhos externos, a tripulação desacoplou a Soyuz do módulo Pirs e a acoplou no módulo Zarya, de maneira a liberar as escotilhas do primeiro para a entrada e saída e dos astronautas.
Em 3 de novembro, substituindo o tradicional despertar dos tripulações em órbita, com musicas pré-gravadas enviadas por rádio, os integrantes da expedição tiveram o privilégio de serem despertados por um show ao vivo  de Paul McCartney direto do Honda Center, em Anaheim, Califórnia, durante sua turnê americana. O evento foi transmitido ao vivo pela NASA TV. Paul tocou Good Day Sunshine para a tripulação.
Em 29 de março de 2006, pouco antes do fim da missão, um eclipse solar total foi registrado e fotografado pelos membros da Expedição, mostrando claramente a sombra da Lua sobre a superfície terrestre, sendo que este foi o segundo eclipse registrado no espaço, quase 40 anos depois da Gemini V que registrou outro eclipse, um eclipse lunar.
A expedição encerrou-se com o pouso da Soyuz TM-7 nas estepes do Casaquistão, cerca de 50 km a nordeste da cidade de Arkalyk, em 8 de abril de 2006. O brasileiro Marcos Pontes, que retornou com Tokarev e McArthur, passou cerca de oito dias em órbita na ISS, na transição entre a o fim da Expedição 12 e o início da Expedição 13.

## Galeria

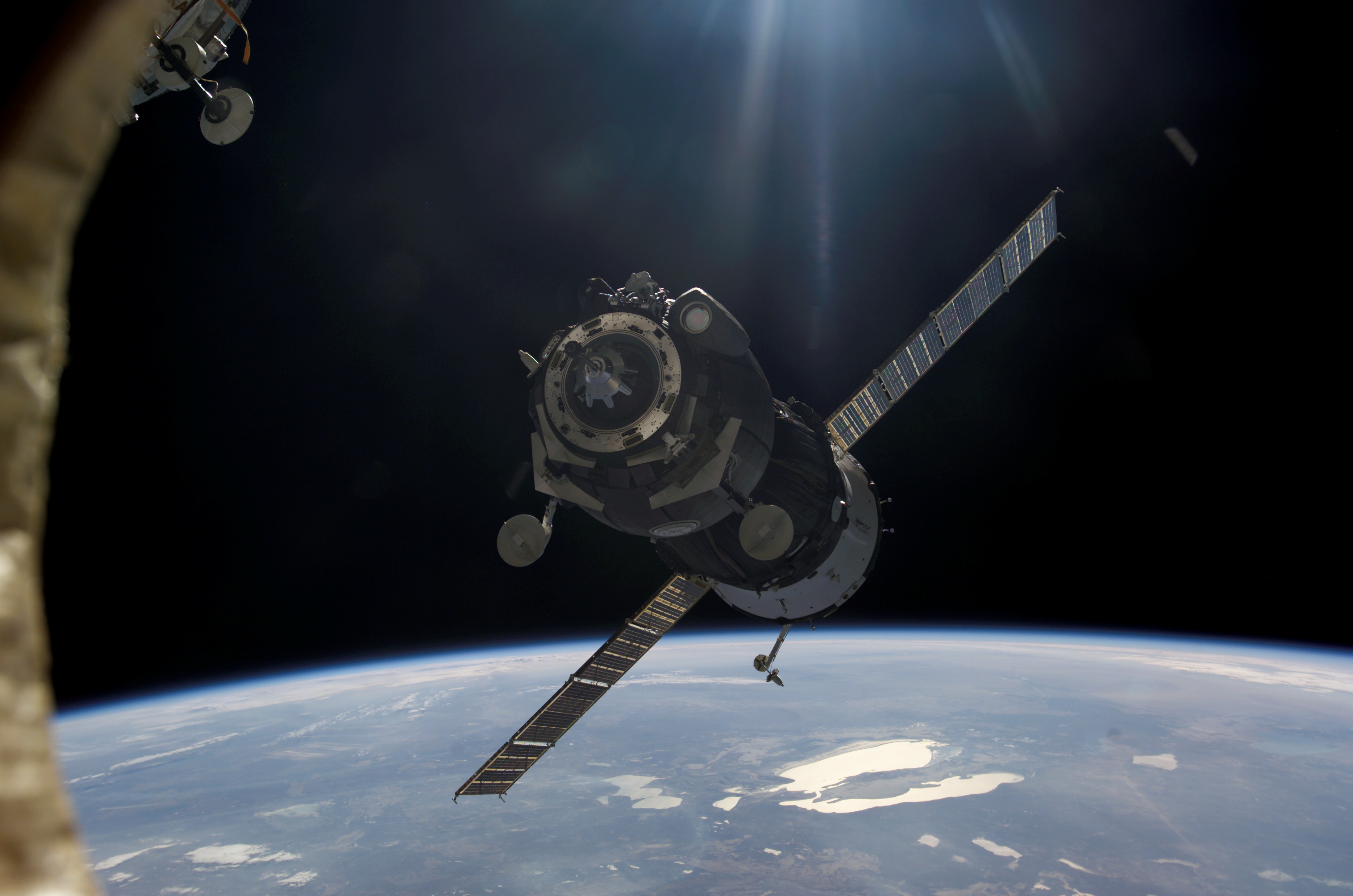
A Soyuz TMA-7 aproxima-se da ISS trazendo a tripulação da Expedição 12.
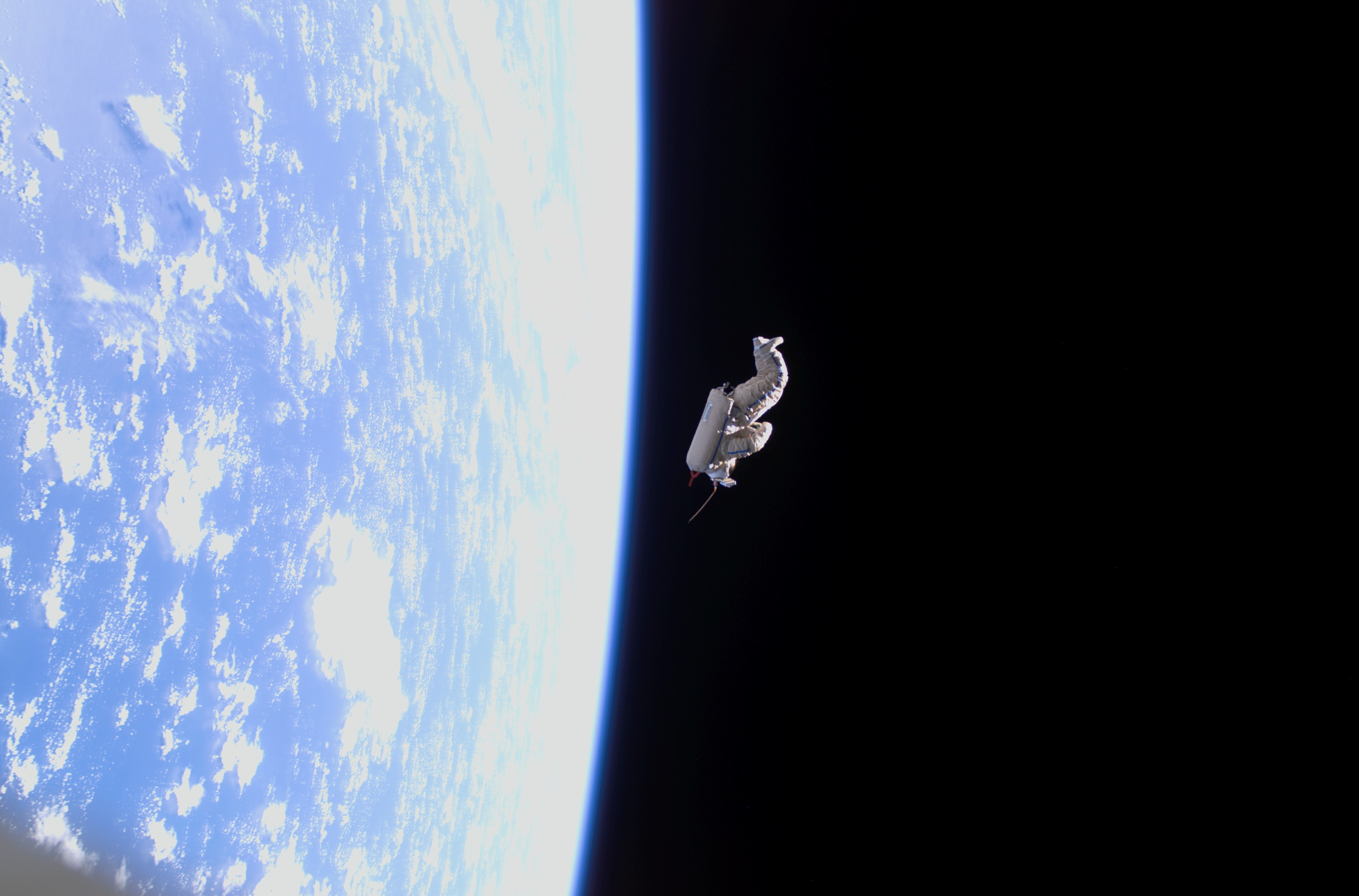
O traje espacial Orlan equipado com rádio após ser solto no espaço.
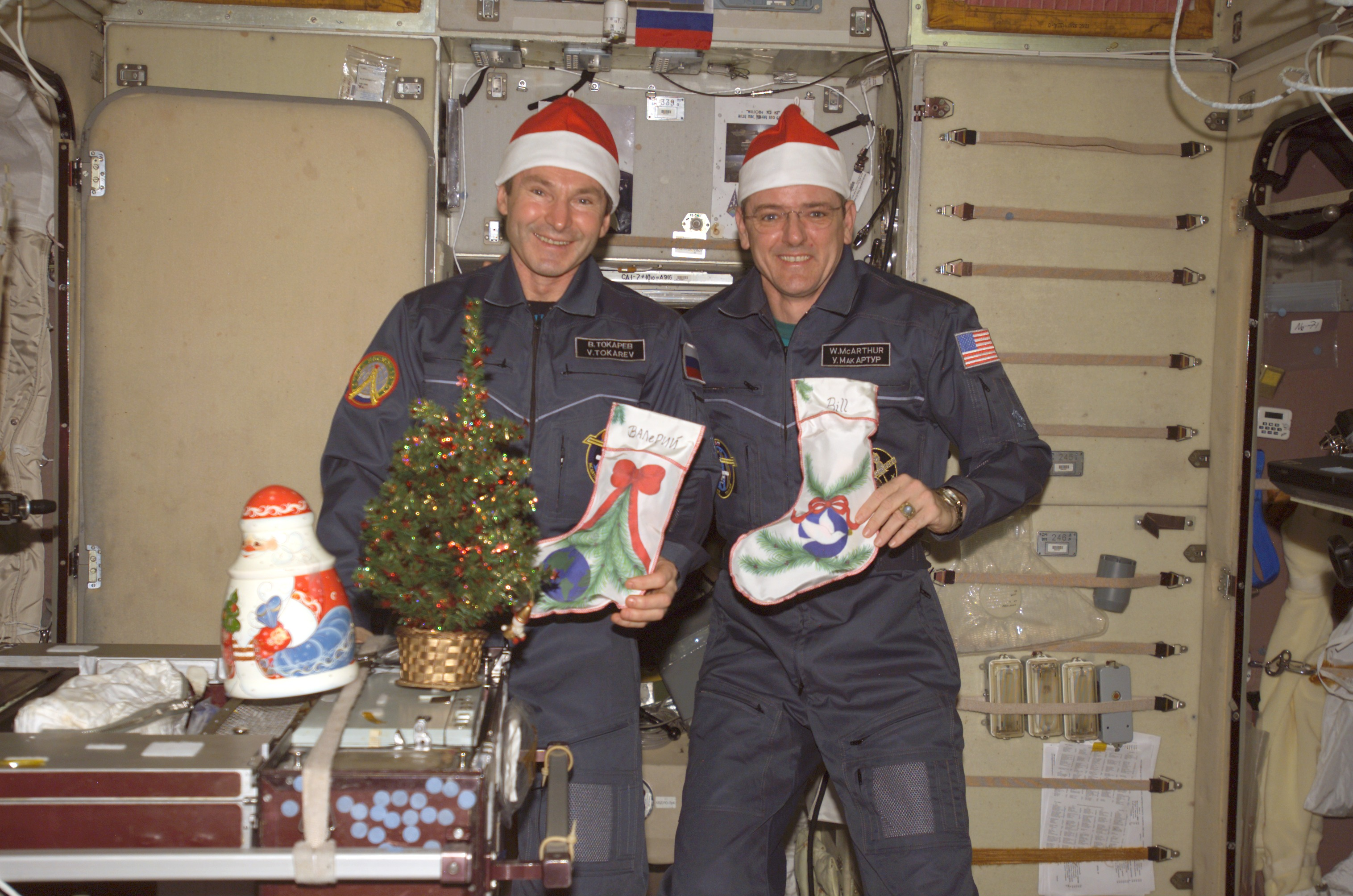
Tokarev e McArthur comemoram o Natal no espaço.
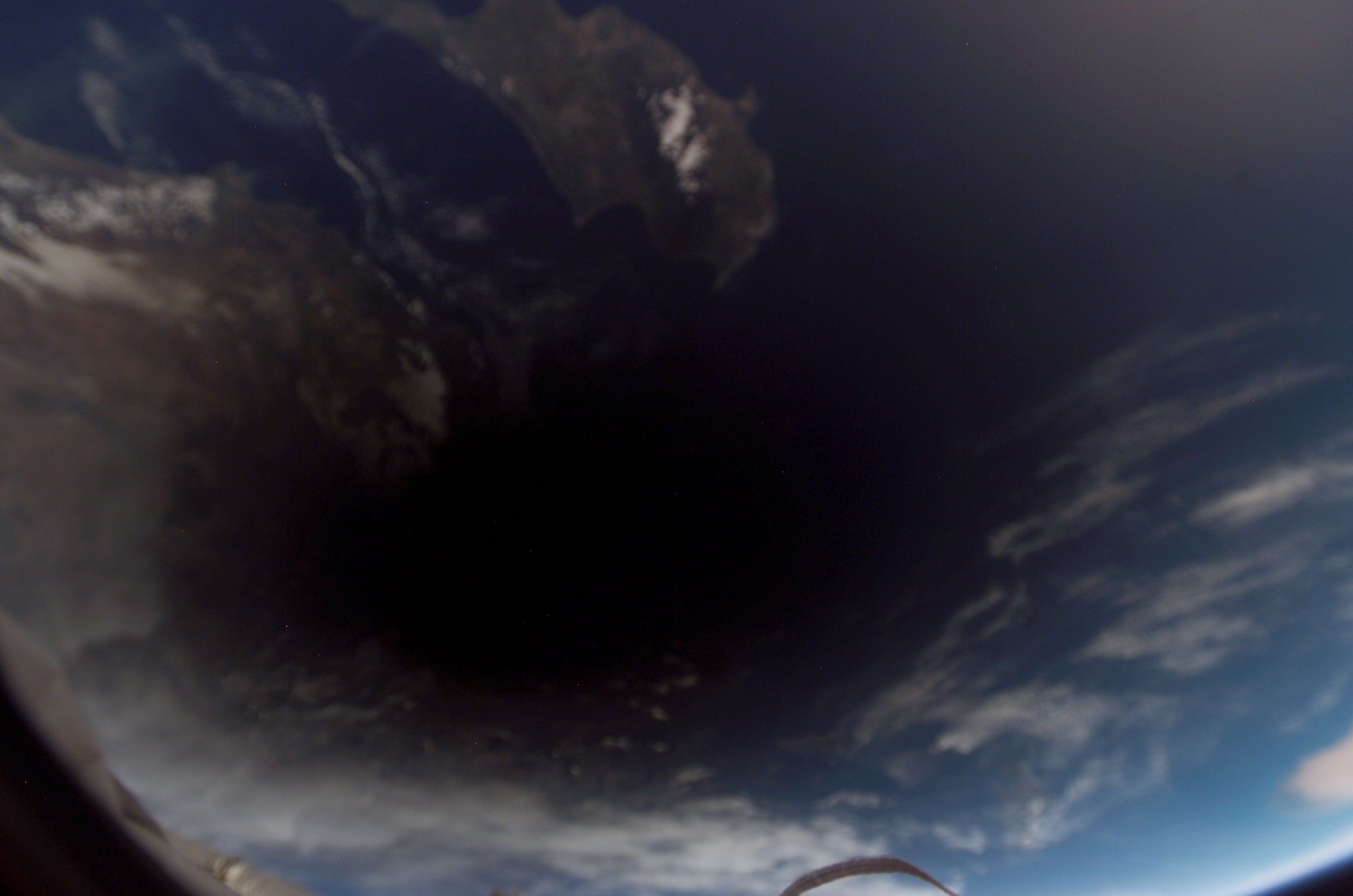
Em foto tirada da ISS, o eclipse total do Sol mostra a noite no dia de Chipre e da Turquia, no Mar Mediterrâneo.
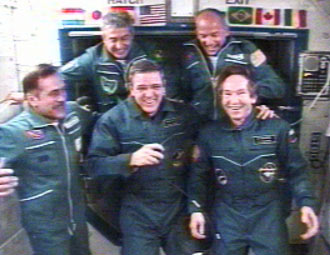
Na transição entre as Expedições 12 e 13, os quatro tripulantes mais o brasileiro Marcos Pontes no módulo Destiny.